# 范玉
范玉（越南语：／，?—?），是安南属明时期的涂山寺僧人。永乐十五年（1417年），宣称天降印剑，自称罗平王，年号永宁，在安老起兵反明。范善、吴中、黎行、陶承等都投奔他，被任命为相国、司空、大将军，攻掠城邑。明朝丰城侯李彬东西征剿，日不暇给。最后，剿灭范玉，就剩下黎利依然坚持抗明。